# Calixto García
Ramón Calixto García Íñiguez (Holguín, 4 de agosto de 1839 - Washington, D. C., 11 de diciembre de 1898) fue un militar cubano, general y líder insurrecto durante la Guerra de los Diez Años (1868-1878), la Guerra Chiquita (1879-1880) y la Guerra Necesaria (1895-1898). Hombre de escasa formación, la mayor parte de la cultura personal que pudo obtener fue de tipo autodidacta. De gran provecho fueron sus dos etapas como desterrado en la Península (1874-1878 y 1880-1895), gracias a la amistad que trabó con algunos intelectuales españoles y a la lectura en bibliotecas públicas. En la Guerra de los 10 años estuvo bajo el mando del general estadounidense Thomas Jordan del cual aprendió el manejo de la caballería y el uso de la artillería.

## Guerra del 68

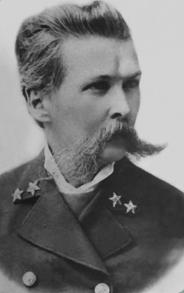
Retrato de Calixto García durante la Guerra de los Diez Años.

Calixto García fue nieto de Calixto García de Luna e Izquierdo, que había luchado en el bando realista en la Batalla de Carabobo en 1821. Su abuela María de los Ángeles González, era una indígena de una tribu asentada en el lago de Valencia, Venezuela. Rompiendo la tradición familiar de lealtad a España, en 1869 se unió a la Guerra del 68 o Grande, alzándose en la región de Holguín. Por los continuos movimientos a que estaban sujetos los generales Thomas Jordan, Máximo Gómez y Modesto Díaz y ante la imposibilidad de extender las acciones de Vicente García (parapetado en los campos de Las Tunas) hacia esa zona, se hacía necesaria la presencia de un oficial organizador. Allí organizó a las dispersas partidas mambisas bajo una férrea disciplina y mantuvo en jaque a las tropas españolas en las zonas cercanas a las ciudades de Holguín, Banes, Gibara, Mayarí, extendiendo luego sus actividades hasta Moa, en la época en que Maceo llevaba a cabo su histórica campaña de Guantánamo. Una de sus principales labores fue la de proteger los desembarcos de las expediciones cargadas de armas y patriotas, las cuales no se hicieron ni en la cantidad necesaria ni con la coordinación adecuada.
En 1874, mientras intentaba impedir conversaciones de paz entre oficiales españoles y algunos jefes cubanos en la zona entre Manzanillo y Bayamo, no autorizados por el Gobierno de la República de Cuba en Armas, el cinco de septiembre de 1874, el ya Mayor General Calixto García fue sorprendido con muy pocos hombres por una columna enemiga en el lugar conocido por San Antonio de Baja. En tan desigual encuentro y ante la posibilidad de caer prisionero prefirió el suicidio y luego de gastar todos sus cartuchos se aplicó el llamado "tiro de la vianda". Se hizo un disparo en el paladar con su revólver sin poder lograr su objetivo, pues sobrevivió y gravemente herido fue apresado por las tropas españolas de Francisco Ariza Gómez. Primeramente lo condujeron al poblado de Veguitas, donde los médicos militares españoles le salvaron la vida y de ahí lo llevaron a Manzanillo. Luego a Santiago de Cuba, y a La Habana. 
Pocos días luego de su captura, las autoridades españolas, que mantenían bajo estrecha vigilancia a su madre Lucía Íñiguez, le informaron a ésta que su hijo había sido hecho prisionero. A la noticia respondió Lucía: "¡Ese no es mi hijo!", y al informarle que antes de ser apresado había intentado suicidarse para no caer prisionero, entonces respondió temblorosa, pero convencida: "¡Ah... ese sí es mi hijo!".
Luego de una ligera recuperación, fue trasladado como prisionero político a España, donde estuvo desterrado hasta 1878, cuando recobró la libertad bajo la amnistía decretada por el general español Arsenio Martínez Campos. Entonces viajó hacia los Estados Unidos, para reunirse con la emigración patriótica.

## La Guerra Chiquita

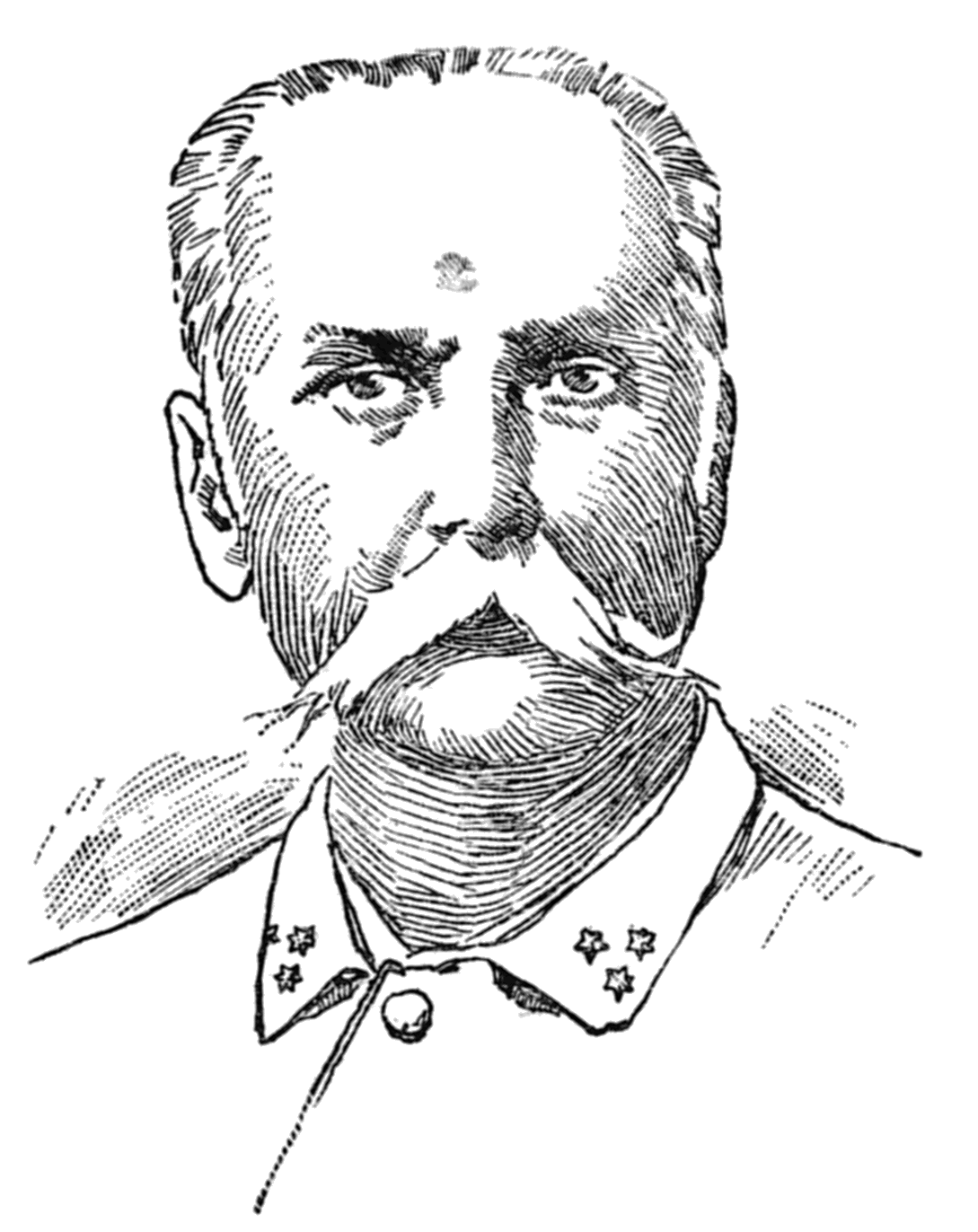
Calixto García con uniforme de campaña.

Luego de la protesta de Baraguá, encabezada por Antonio Maceo con el objetivo de invalidar el pacto del Zanjón y continuar las luchas hasta alcanzar la independencia, era Calixto García el más apropiado para dirigir el nuevo movimiento independentista dado su anhelo por volver a empuñar las armas hasta alcanzar la victoria y su desvinculación con la firma del Pacto del Zanjón en febrero de 1878. 
Por estas razones y otras fue seleccionado por la dirección revolucionaria como la persona indicada para dirigir el movimiento insurreccional en gestación.
Acepta esta encomienda y realizándola con una responsabilidad y talento inigualable. Reunió nuevamente las tropas y llamó a prestigiosos jefes mambises para que lo siguieran y apoyaran.
El Comité Revolucionario Cubano en Nueva York, presidido por él, en octubre de 1878 publicó un manifiesto con las bases y organización que debía tener la nueva etapa independentista que luego sería conocida como la Guerra Chiquita por su corta duración. Organiza un movimiento conspirativo en la emigración y en Cuba. Realiza un viaje por América Latina y una gran labor unitaria, crea clubes secretos y seudónimos para los combatientes, el de él era Simón Suárez.
El 25 y 26 de agosto de 1879 estalla la Guerra Chiquita bajo su mando, alzándose con él importantes figuras de la talla de José Maceo, Guillermón Moncada, Quintín Banderas y Limbano Sánchez.
Al no poder viajar a Cuba se hizo sentir la falta de liderazgo en el oriente del país, esto hizo que la guerra fuera perdiendo fuerza unido a los sobornos, la desinformación y la labor sistemática de penetración del enemigo. Los principales jefes son detenidos y deportados mientras algunos generales resisten en espera de su llegada.
Se luchó en circunstancias totalmente desfavorables y sin dirección. Se había previsto una expedición con 82 revolucionarios de los cuales solo poco más de 20 pudo salir de Nueva Jersey, Estados Unidos el 26 de marzo de 1880. Una obligada escala en Jamaica conllevó a la pérdida de algunos hombres. Finalmente desembarcan en Cuba por Aserradero en la costa Oriental solo 19 hombres el 7 de mayo de 1880. Débiles por el cansancio y el hambre intentan comunicarse con algunos compatriotas, pero eso resulta imposible.
Fueron perseguidos y acosados, algunos son hechos prisioneros y otros caen en combate pero no se rinden y continúan la lucha hasta que el 4 de agosto de 1880, luego de recibir garantías se presentan a las autoridades españolas. Les fue perdonada la vida pero fueron desterrados a España.

## La Guerra Necesaria

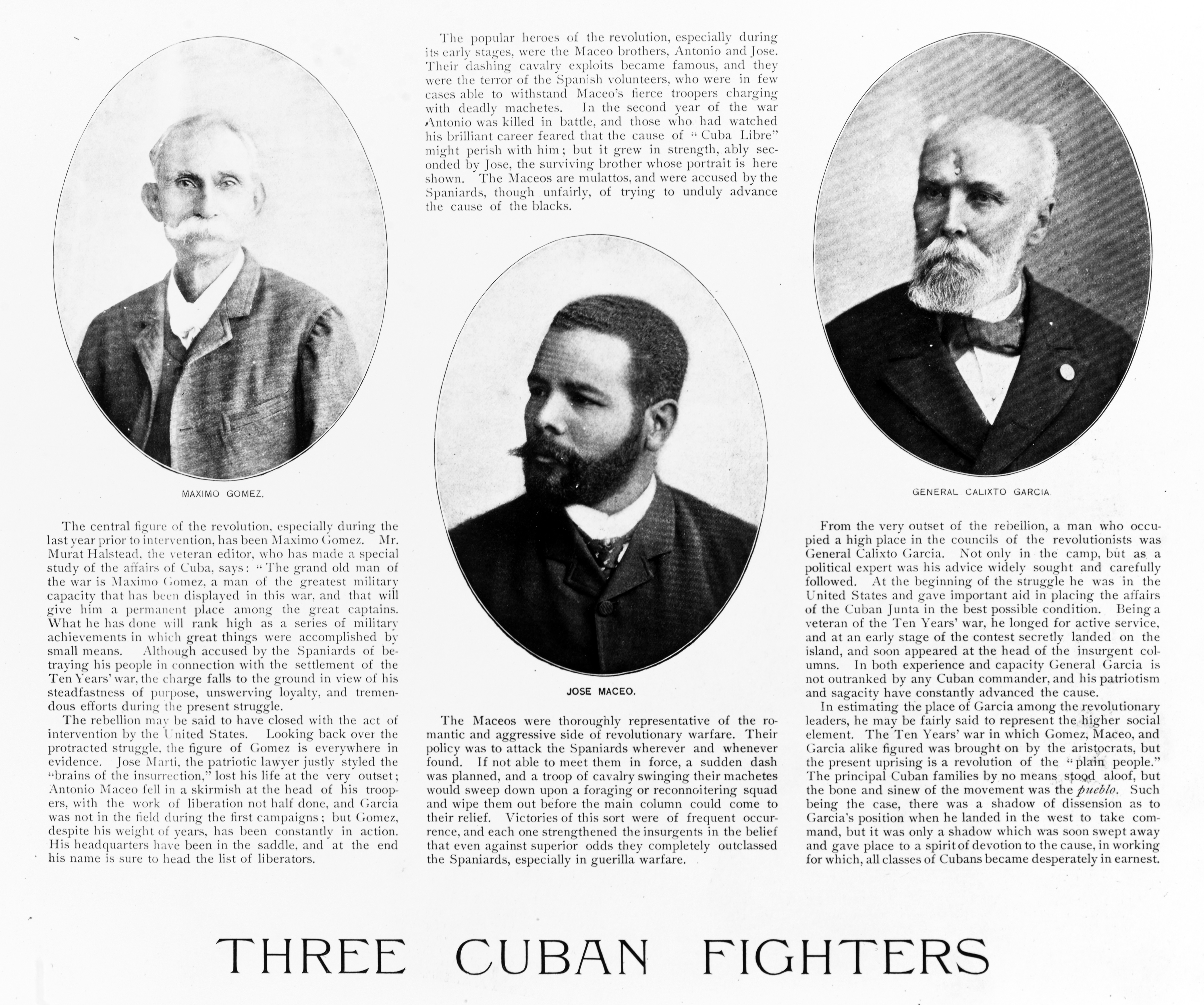
Ilustración de los 3 principales líderes de la Guerra del 95; de izquierda a derecha: Máximo Gómez, Antonio Maceo y Calixto García.

Permaneció 5 años en la metrópoli y luego viajó a los Estados Unidos para ponerse al servicio de la Guerra Necesaria, como la llamara José Martí. Luego de varios intentos frustrados de desembarco logra poner pie en la isla en marzo de 1896 con los pulmones afectados pero ya en convalecencia. No obstante, realizó una ingente labor organizativa y combativa con las fuerzas independentistas orientales, en especial en los departamentos de Holguín y Santiago de Cuba. Manteniendo una estrecha vinculación con las expediciones de armas y parque enviadas a Cuba, logró mantener a sus tropas entre las mejor pertrechadas del Ejército Libertador, si bien sus hombres se vestían mayormente con las ropas quitadas a los enemigos. Como reconocimiento a su destacada labor, luego de la caída de Antonio Maceo, es nombrado por Gómez, con el acuerdo del Gobierno de la República de Cuba en Armas, Lugarteniente General del Ejército Libertador. En 1897 dirige campañas ofensivas contra pueblos y ciudades de la provincia oriental, y tras quitar al enemigo algunos cañones, fue el primero de los generales mambises cubanos en usar la artillería en el asedio de una ciudad, Victoria de las Tunas, que cayó el 30 de agosto de 1897. Si bien dio un trato respetuoso a los prisioneros peninsulares, se mostró implacable con los voluntarios y guerrilleros que, cubanos como él, se habían mantenido leales a España.
En Nueva York organizó una expedición que salió en el vapor Hawkins, el cual naufragó el 26 de enero de 1896, horas después de su partida. A los pocos días organizó otra que también fracasó al ser detenida por las autoridades estadounidenses, el 24 de febrero de 1896, cuando se realizaba el trasbordo para el vapor Bermuda, en aguas jurisdiccionales de Estados Unidos. En el tercer intento logró desembarcar el 24 de marzo de 1896, en ese propio vapor Bermuda, al frente de 78 expedicionarios, por Maraví, a 10 kilómetros al noroeste de Baracoa.
El 28 de abril de 1896 fue designado jefe del Departamento Oriental; pero no ocupó el cargo hasta finales de mayo. En junio resultó herido en un brazo en la acción de Cruz de Piedra, y en julio incursionó en la región de Guantánamo, donde libró los combates de Los Moscones, Belleza, La Gloria y Yerba de Guinea. Un mes más tarde atacó y tomó el fuerte de San Marcos, en Loma del Hierro. Después de tomar Guáimaro, en Camagüey, en octubre de 1896, regresó a la provincia oriental para comenzar una campaña cuya primera etapa consistió en desgastar al enemigo asaltándole los convoyes de suministros a las plazas y ciudades, para culminar con el sitio y toma de estas. Estableció una región de operaciones que abarcaba Bayamo, Manzanillo, Las Tunas, Palma Soriano, Holguín y Niquero.
Culminó el año 1896 con los combates de Barrancas y Jucaibama. Tras la caída del mayor general Antonio Maceo el 7 de diciembre de 1896, fue nombrado lugarteniente general del Ejército Libertador, manteniendo el cargo de jefe del Departamento Oriental. En 1897, después de combatir en Cambute, atacó Jiguaní el 17 de marzo de 1897 y tomó Las Tunas del 28 al 30 de agosto de 1897 y Guisa el 28 y 29 de noviembre de 1897. Las fuerzas bajo su mando ocuparon Bayamo el 28 de abril de 1898 tras ser abandonado por el ejército español para reforzar a Manzanillo ante un posible desembarco de las tropas estadounidenses.
Durante los meses previos a la intervención directa de los Estados Unidos en Cuba, la revolución estaba perdiendo fuerza. La declaración de guerra del 20 de abril de 1898 de España a Estados Unidos, sin embargo, aceleró la derrota española y reforzó las posiciones del separatismo cubano.
Al comenzar la intervención de los Estados Unidos en la contienda, en 1898, Calixto García, acata la decisión del Gobierno Cubano en Armas y del General Máximo Gómez y acata la dirección del General William Shafter jefe de las tropas estadounidenses. 
Las tropas cubanas bajo su mando participaron en la batalla del Caney en ayuda a las tropas estadounidenses que llevaron el peso del combate. Durante el combate para la toma de la Loma de San Juan, fortificada por los españoles con artillería sin humo, superior a la estadounidense con humo, sus tropas fueron situadas entre la Loma de San Juan y la ciudad de Santiago de Cuba para evitar el refuerzo a la Loma o la huida de los españoles hacia la ciudad. El combate fue muy intenso y prolongado; los estadounidenses sufrieron 240 muertes; uno de sus batallones sufrió la pérdida de tres Jefes sucesivos. 
Después de estas dos batallas las tropas estadounidenses auxiliadas por las cubanas rodearon la ciudad de Santiago de Cuba; en su bahía se había refugiado la Escuadra española al mando del Almirante Cervera. El mando español dio la orden a Cervera que saliera de la bahía, a pesar de que él sabía que era una acción temeraria porque había más de 100 naves de guerra estadounidenses cerrándoles el paso, y así sucedió, todos los buques de la flota española fueron hundidos. El Almirante Cervera y todos los marinos sobrevivientes fueron hechos prisioneros y entregados al mando estadounidense.
Luego de la derrota naval de la flota española en las aguas cercanas a Santiago de Cuba y la rendición de la ciudad (cercada durante dos semanas) por las tropas norteamericanas, el General Calixto García, disgustado porque no fue avisado de inmediato de la rendición de Santiago de Cuba y porque la rendición fue al Ejército de Estados Unidos, dictó una circular, en la que ordenó que ningún soldado del Ejército Libertador entrara a la ciudad de Santiago de Cuba hasta tanto ésta no fuera entregada a las autoridades cubanas y renunció a sus cargos, dejando en su lugar al Brigadier Demetrio Castillo Duany quien entró a la ciudad con una representación del Ejército Libertador junto a las tropas norteamericanas. Ante una nota del General Shafter del por qué había prohibido a sus tropas la entrada a la ciudad, le responde que no era por el temor a que las tropas mambisas fueran a cometer desmanes contra los españoles ya rendidos. Esta carta ha sido totalmente tergiversada por los historiadores cubanos en los últimos 60 años, queriendo hacer creer que la prohibición había sido dictada por Shafter y no por Calixto García, llegando al extremo de suprimir en ediciones posteriores la circular dictada por Calixto García. En un acto efectuado en septiembre de 1898 en Santiago de Cuba en su honor reconoció en su discurso su error al querer que la ciudad rendida fuera entregada a sus tropas y agradeció la ayuda decisiva prestada por los Estados Unidos para obtener la independencia.

## Viaje a Estados Unidos y muerte
Fue designado por la Asamblea de Representantes y el Gobierno de Cuba en Armas para presidir la Comisión que iría a Washington, a las conversaciones con el gobierno de los Estados Unidos sobre el presupuesto necesario para el licenciamento del Ejército Libertador. El 11 de diciembre de 1898, falleció de neumonía en el hotel donde se hospedaba en Washington. Fue enterrado en el Cementerio de Arlington en Washington con los máximos honores correspondientes a su alta jerarquía y su féretro fue cargado por los funcionarios del más alto rango del Ejército y la Marina de Guerra de Estados Unidos.[Juan José Expósito Casasús, Calixto García(El Estratega), 2.ª Edición, Colección Histórica Cubana y Americana, No.22, Oficina del Historiador de La Habana, pág. 290-360, 1962. 

## Logros y legado

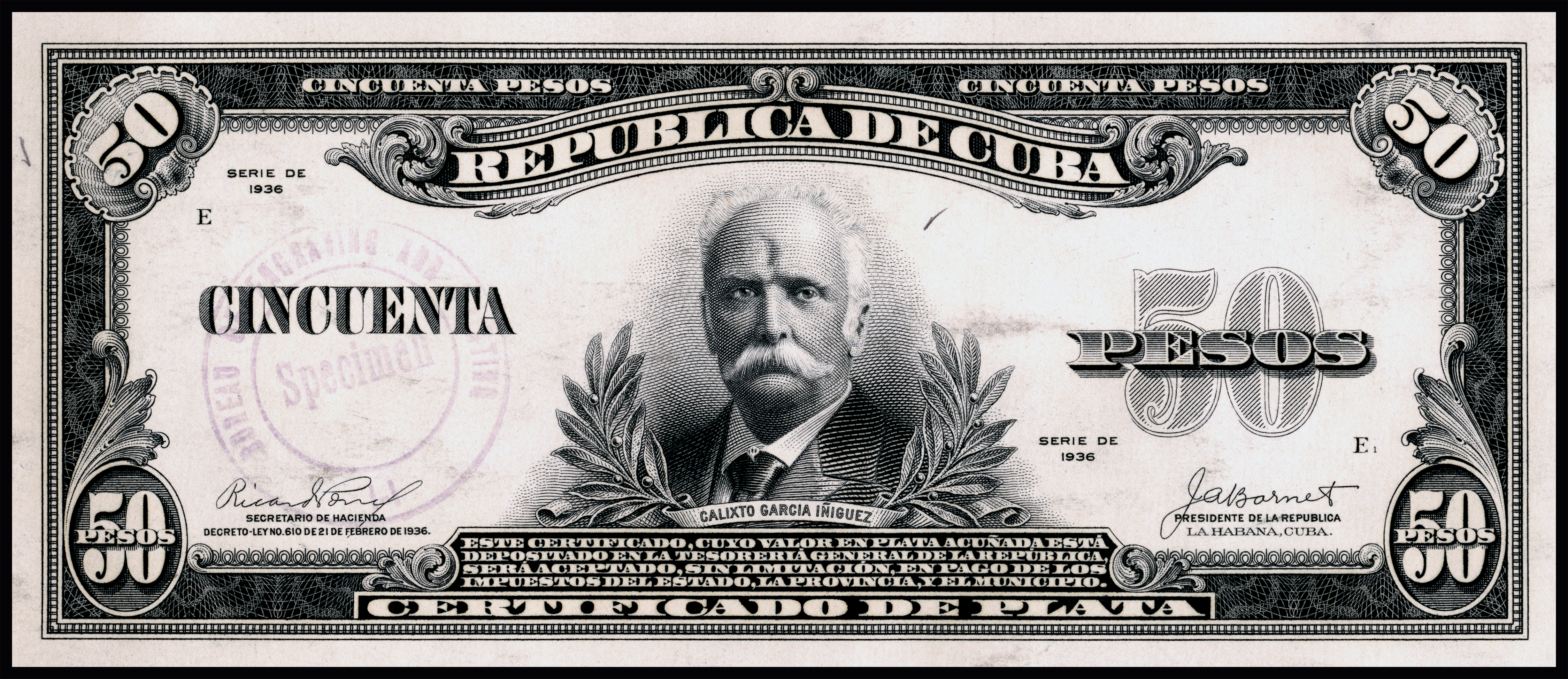
Calixto García en un billete de 50 pesos de 1936.

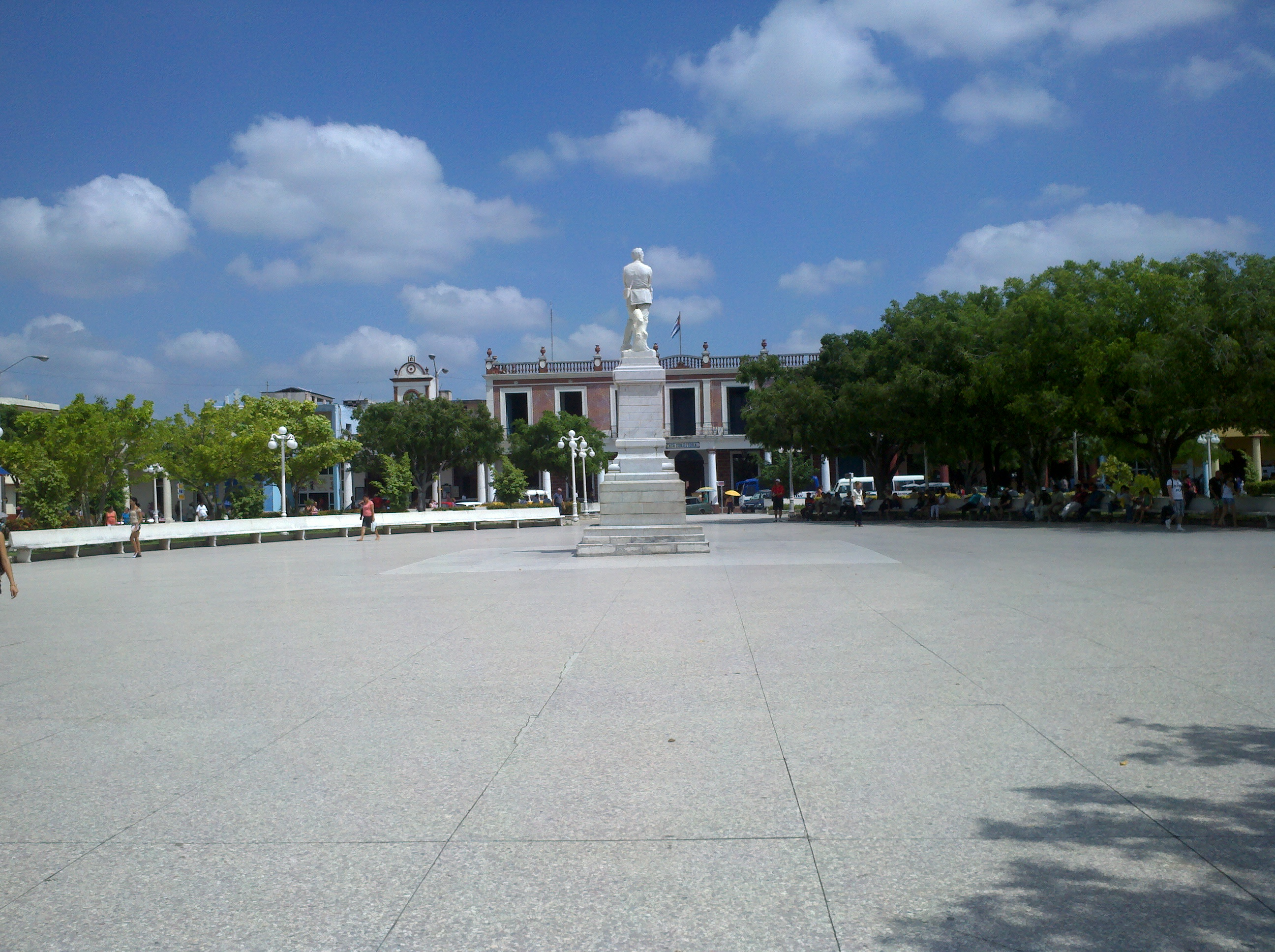
Parque Calixto García en la ciudad de Holguín.

Es considerado uno de los principales estrategas de las guerras de independencia cubanas. Prestó especial atención a la preparación de las tropas y al trabajo cohesionado del Estado Mayor, así como a la planificación detallada de las campañas y acciones combativas con el empleo de mapas y croquis, y su dirección desde los puestos de mando.
Fue el jefe que más empleó la artillería, para la cual exigía dominar los conceptos técnicos y balísticos. Desarrolló el arte de sitiar y tomar ciudades y poblaciones, además de atacar a grandes columnas enemigas. Demostró, además, un gran civismo y un concepto supremo de la dignidad cubana, antes, durante y después de la Guerra Hispano-Cubano-Norteamericana.
Actualmente, numerosas calles, parques, y escuelas cubanas llevan su nombre, así como la Plaza de la Revolución de la ciudad de Holguín, en donde descansan los restos mortales de su señora madre, Doña Lucía Íñiguez, y los suyos propios, que fueron trasladados desde los Estados Unidos, al Cementerio de Colón en La Habana y posteriormente su ciudad natal, Holguín. Igualmente, su efigie aparece en los billetes cubanos de cincuenta CUP.

## Otros proyectos
- Wikimedia Commons alberga una categoría multimedia sobre Calixto García.